# Joseph Hannet
Joseph Hannet est un ancien arbitre belge de football, qui officia internationalement de 1960 à 1974. 

## Carrière
Il a officié dans une compétition majeure : 
- Coupe des villes de foires 1968-1969 (finale aller)

Il a dirigé la finale de la Coupe de Belgique de football 1964.